# Iglesia de Omnium Sanctorum (Sevilla)

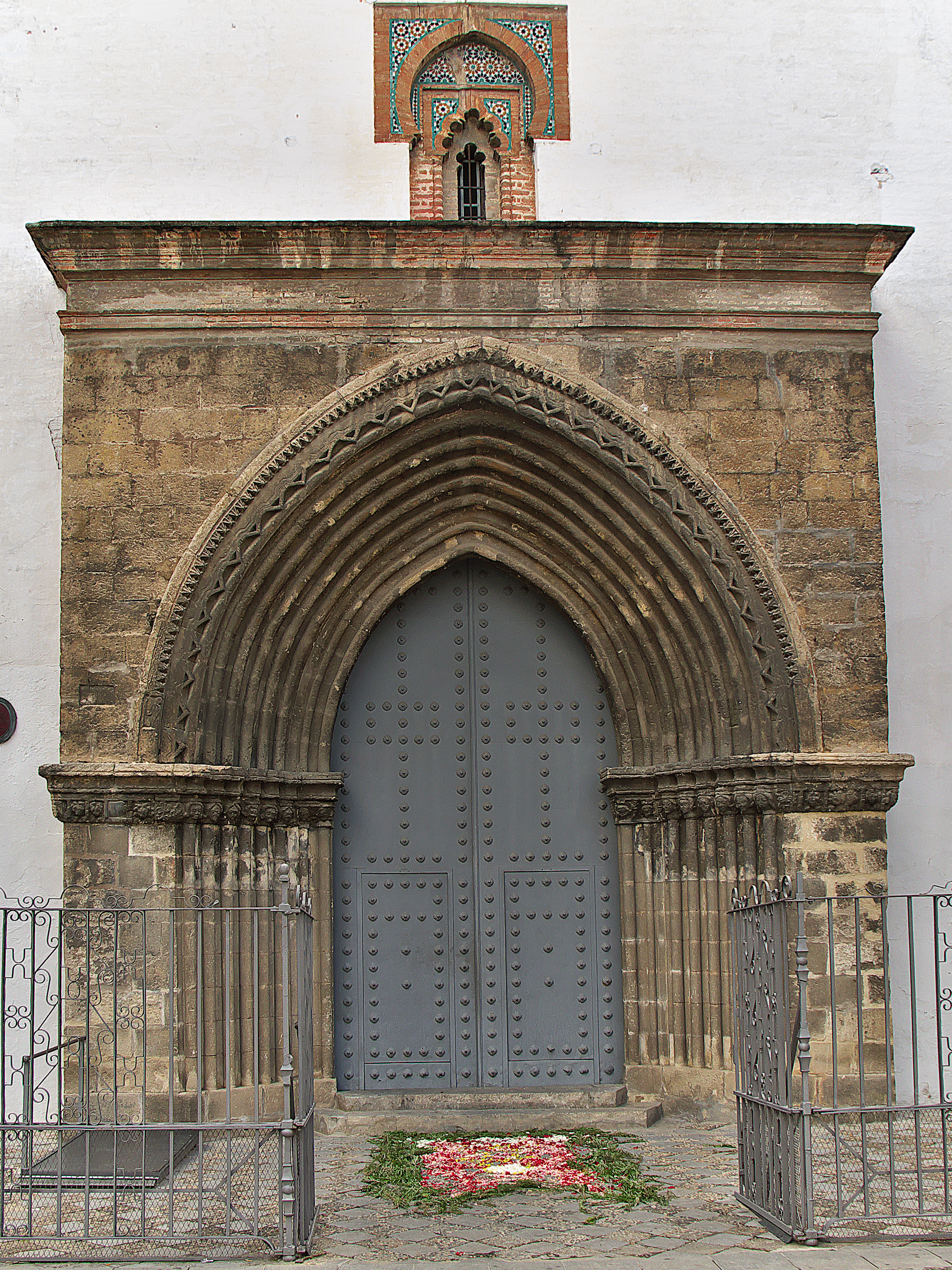
Portada de piedra adelantada de la iglesia de Omnium Sanctorum

La iglesia de Omnium Sanctorum ubicada en la calle Feria de Sevilla es una iglesia parroquial de culto católico que forma parte del grupo de las denominadas iglesias gótico-mudéjares de Sevilla, que combinan la tradición constructiva islámica con el arte gótico que aportaron los conquistadores cristianos llegados desde Castilla. 

## Historia
Levantada en 1249, constituye uno de los templos más antiguos de la ciudad y de los que mejor conservan el aspecto medieval de las construcciones religiosas de aquella época, aunque de dicho periodo apenas se conservan los muros y la fachada principal a los pies del edificio.
Fue renovada durante los siglos XIV y XV, a consecuencia de los daños sufridos por el terremoto en 1356, ocasión que se aprovechó para dotarla de un presbiterio gótico muy profundo, constituido por dos tramos primeros rectangulares y uno final de planta pentagonal. Arquitectónicamente, este cuerpo se muestra al exterior de forma rotunda, como un ábside muy esbelto, con contrafuertes en las aristas, altas ventanas góticas entre ellos, y remate a base de almenas piramidales.
La iglesia fue incendiada y saqueada en 1936, desapareciendo entonces el retablo que realizara hacia 1630 Diego López Bueno con pinturas de Francisco Varela, siendo posteriormente objeto de una notable restauración, reponiéndose de nuevo sus cubiertas en el año 1993.
Fue declarada monumento nacional en 1931.

## Descripción

### Exterior

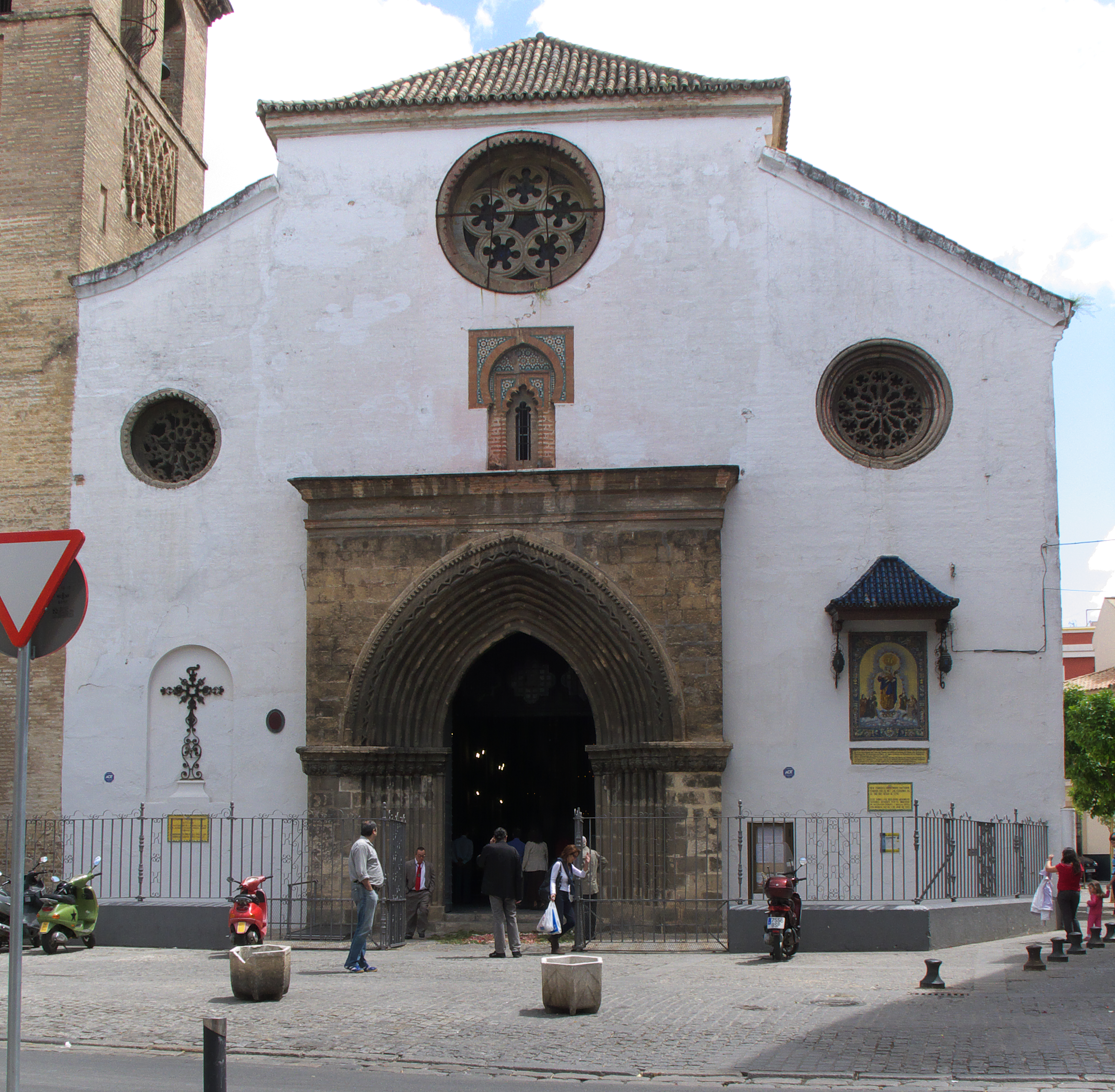
La fachada Omnium Sanctorum.

Su silueta es de las más representativas de las iglesias medievales sevillanas. Presenta una fachada principal muy interesante, con la habitual portada de piedra adelantada respecto al resto del paramento y arcos apuntados en el centro con arquivoltas abocinadas. Sobre ella tiene una singular ventana mudéjar de pequeñas dimensiones y abundante decoración, y un rosetón gótico para la iluminación de la nave central, así como dos más pequeños para las naves laterales.
Cuenta esta iglesia con otras dos buenas portadas laterales de estructura gótica de composición similar, situadas en las naves laterales.
La Torre, de base cuadrada y situada a los pies de la nave del evangelio está realizada en ladrillo y conserva algunos de los huecos originales, con los característicos arcos polilobulados bajo alfiz. Se levantó a finales del siglo XIV o principios del XV, tiene en sus paramentos interesantes paños de sebbka similares a los de La Giralda, en la que se inspira, a base de pequeños arcos ciegos entrelazados. Reformada posteriormente, cuenta con un remate superior de base cuadrada y pilastras adosadas, con huecos en los cuatro frentes y un alto chapitel de base poligonal.

### Interior
Interiormente es también muy interesante la Capilla funeraria del caballero Gonzalo Gómez de Cervantes, del siglo XV cubierta por una bóveda octogonal sobre trompas.
Entre sus bienes muebles cabe destacar un Crucificado de Andrés de Ocampo de 1592, una imagen de la Virgen de Todos los Santos de Roque Balduque de 1554 y las pinturas de Juan de Espinal.
Bien de Interés Cultural, esta iglesia está catalogada en la categoría de Monumento.

### Torre
La torres se encuentra situada en la parte noroccidental, construida en ladrillo, presenta planta cuadrada. La decoración se encuentra muy influenciada por la Giralda, que se convirtió en referente para las iglesias construidas en la ciudad, presenta arcos de medio punto, a los que se sobrepone un arco polibulado con alfiz y decoración de atauriques. En el segundo cuerpo se elevan tableros con paños de sebka con motivos vegetales. Se encuentra rematada con chapitel y azulejos colocados durante el siglo XVIII.

## Hermandades
Es sede de tres hermandades:
- Hermandad Sacramental de la Reina de Todos los Santos.
- Hermandad de los Javieres.
- Hermandad del Carmen Doloroso

## Galería

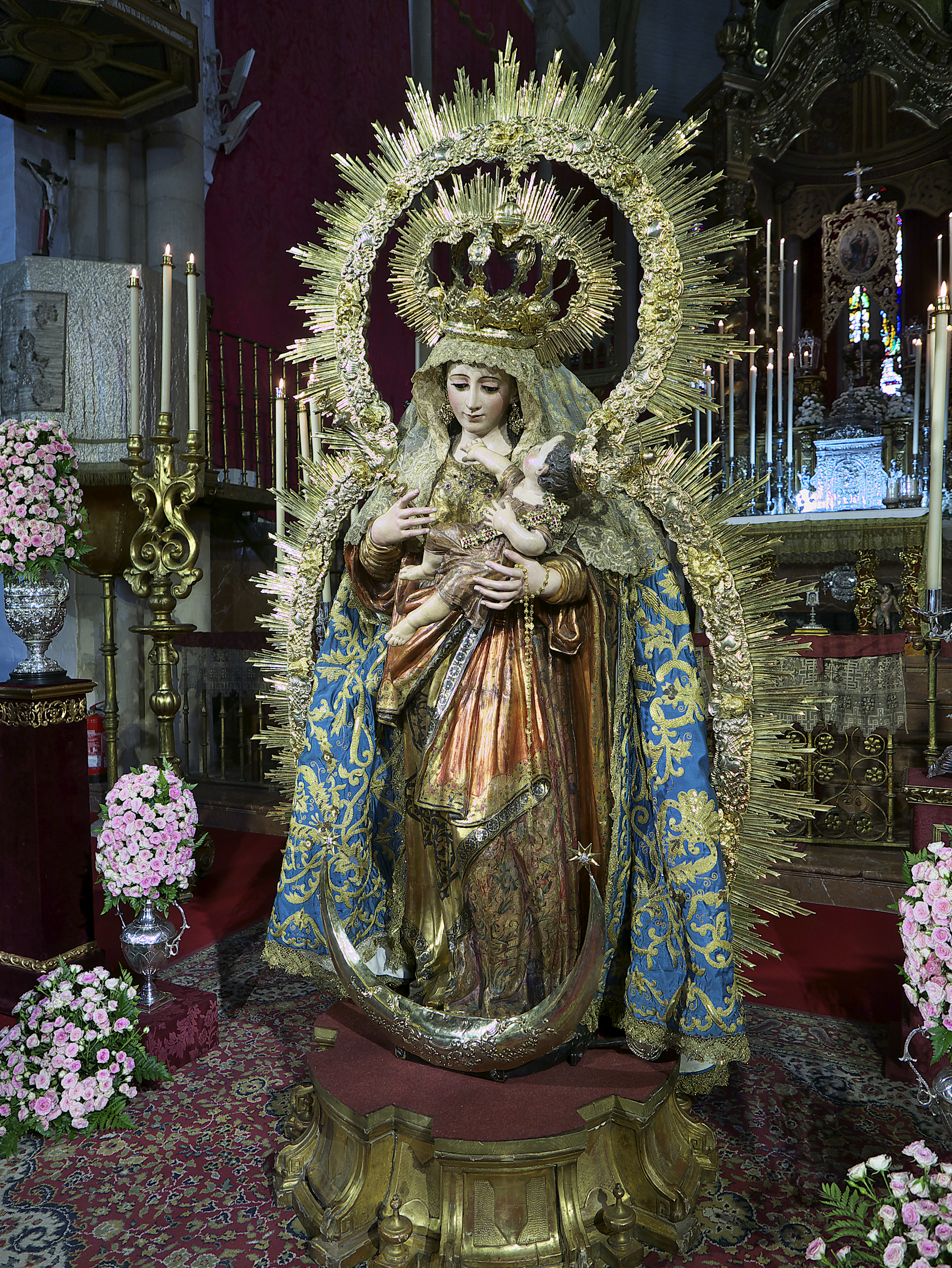
Nuestra Señora Reina de Todos los Santos, obra de Roque Balduque.
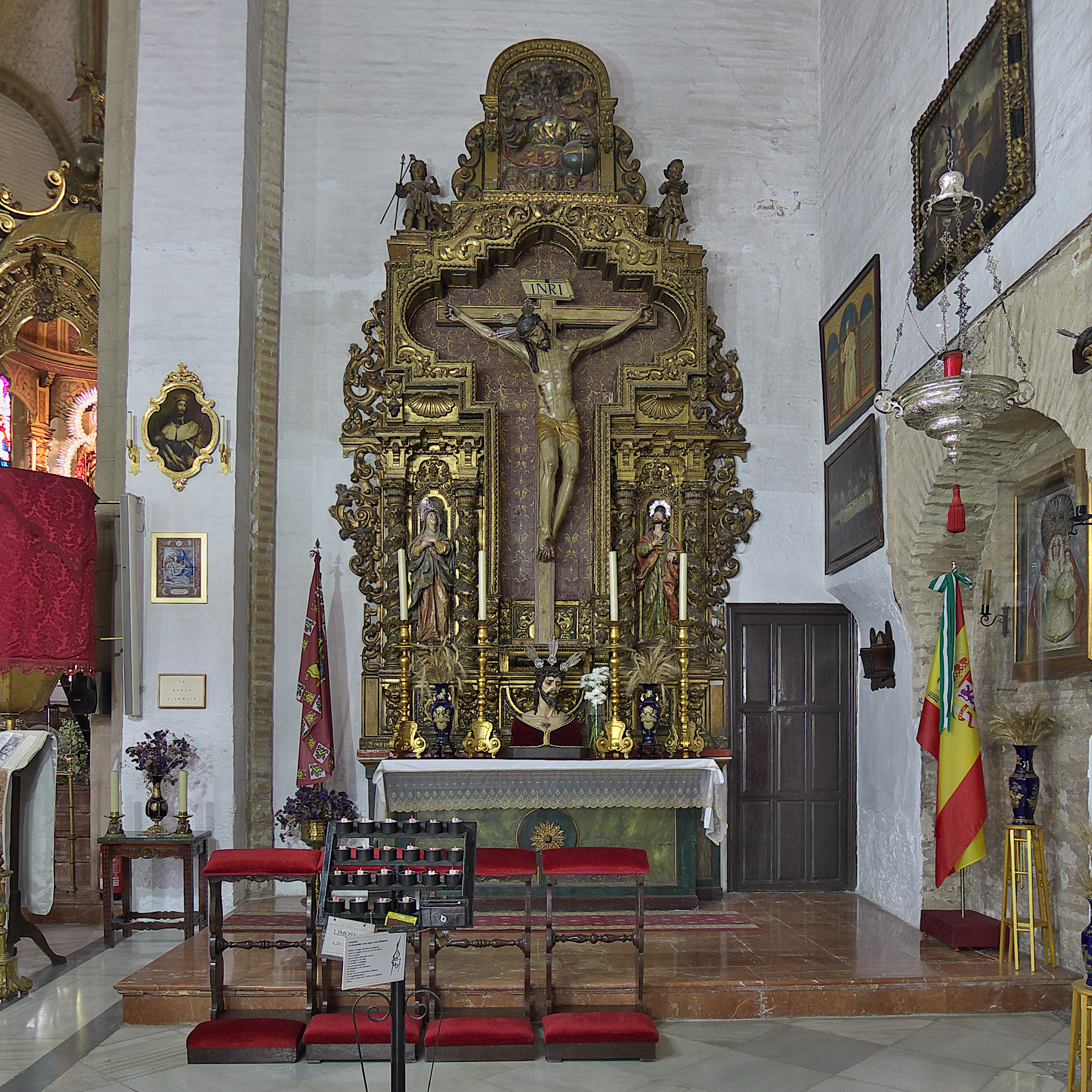
Cristo de la Buena Muerte, atribuido a Andrés de Ocampo.
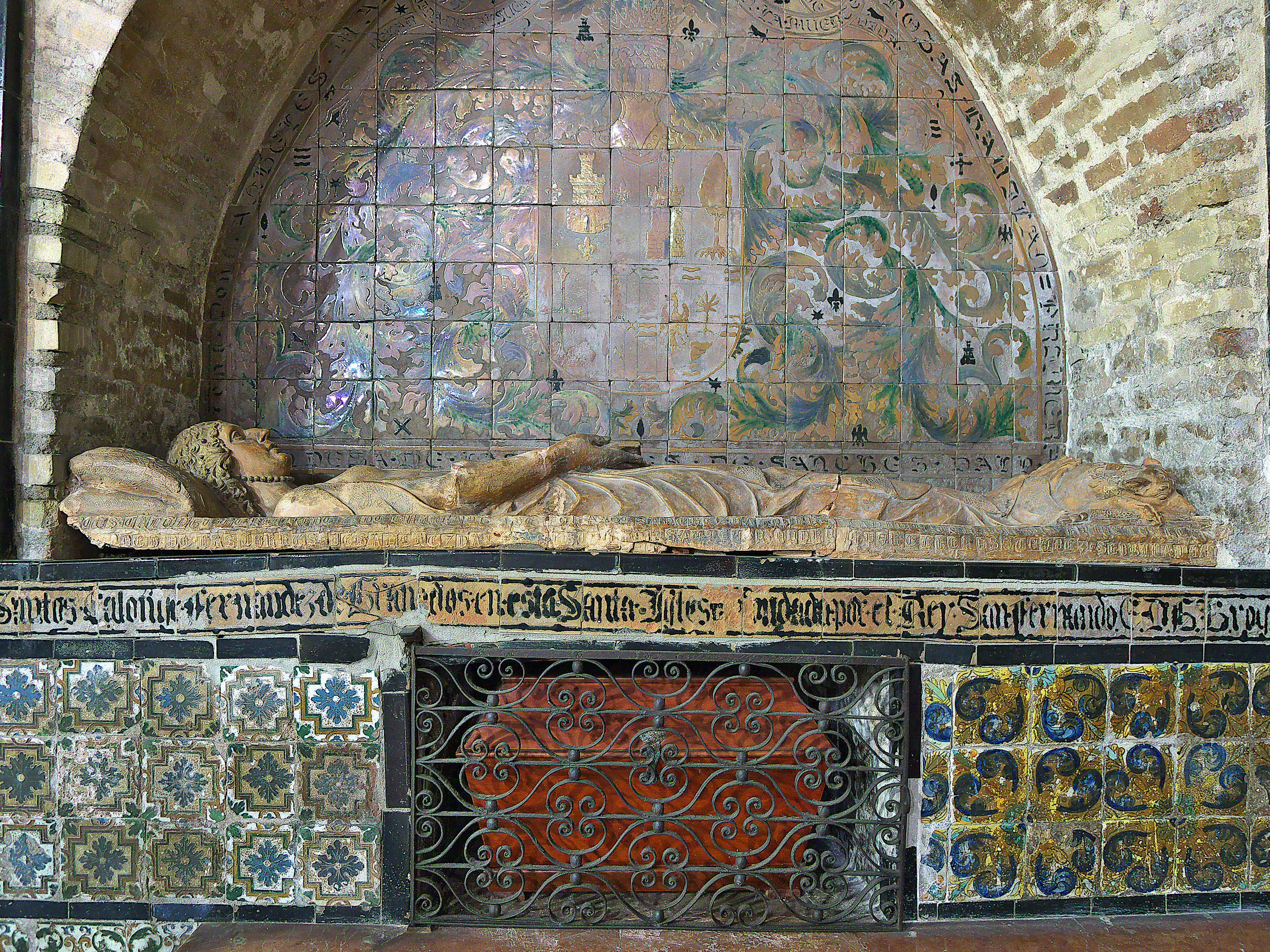
Sepulcro de la Casa de Guzmán.
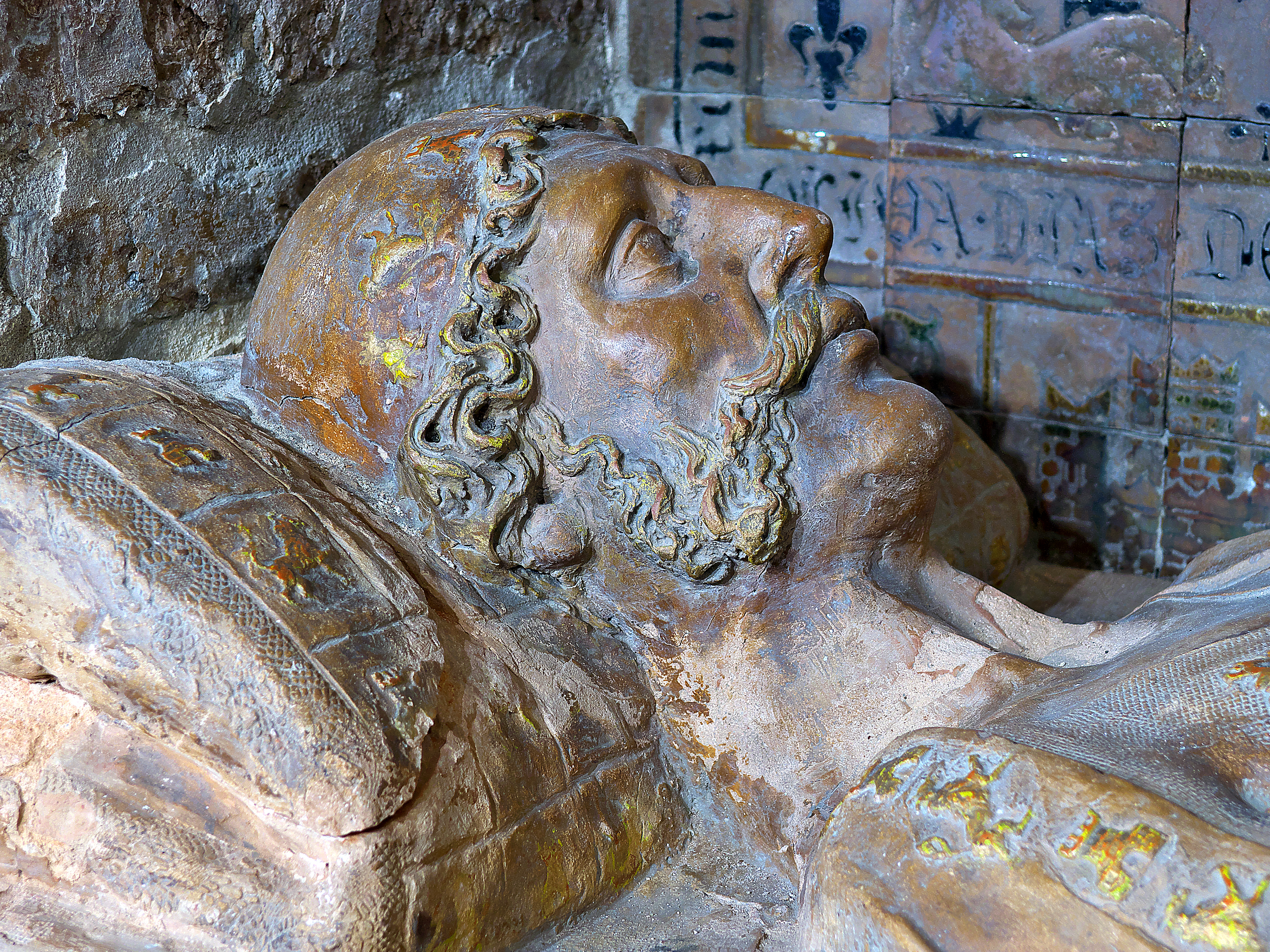
Detalle del sepulcro de Casa de Guzmán.
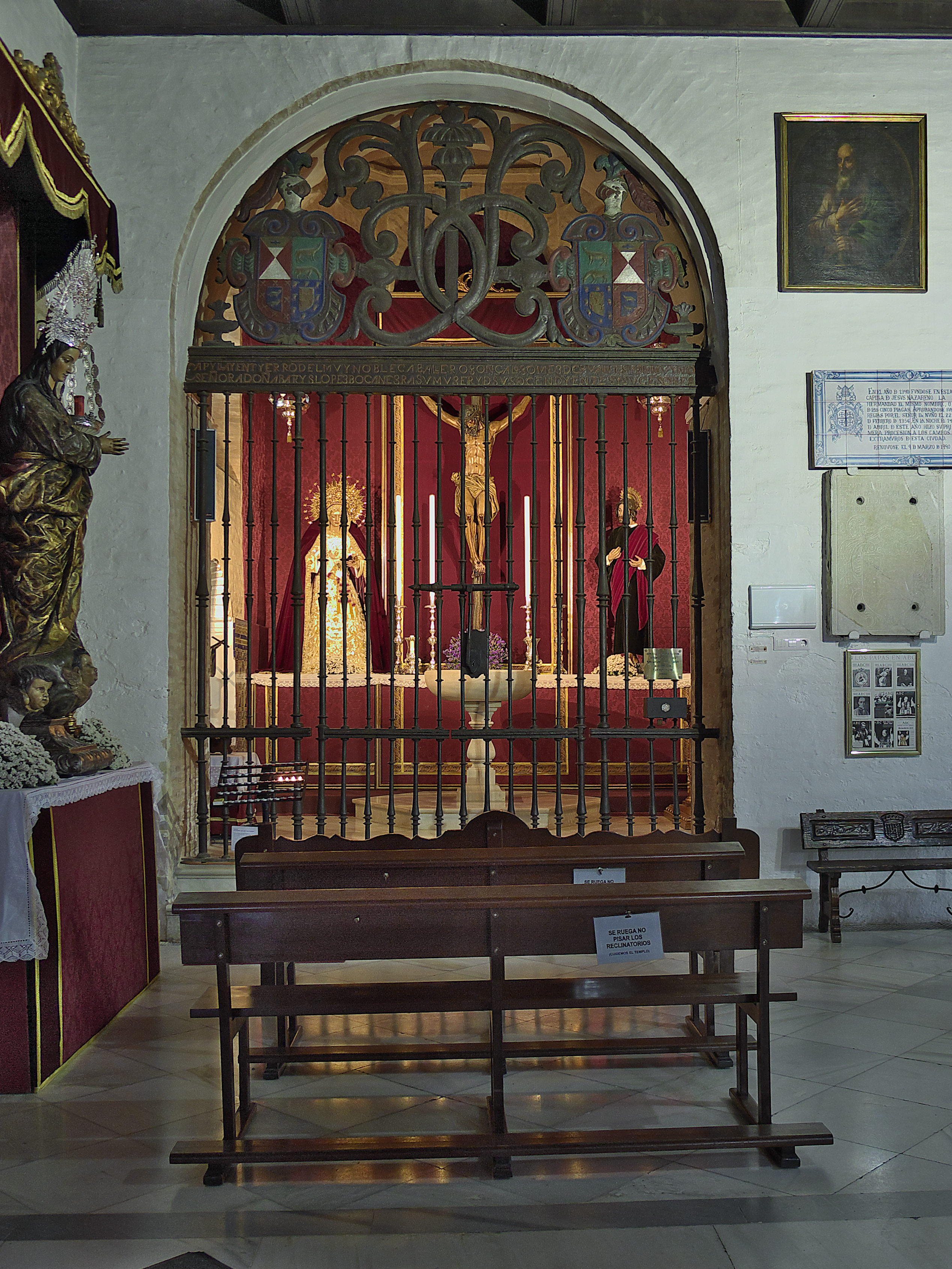
Capilla funeraria de Gonzalo Gómez de Cervantes, su mujer, Beatriz López de Bocanegra y descendientes, padres del cardenal Juan de Cervantes. Actualmente ocupada por la Hermandad de los Javieres (Sevilla).